# 福井英一
福井 英一（ふくい えいいち、1921年（大正10年）3月3日 - 1954年（昭和29年）6月26日）は、日本の漫画家・アニメーター。東京都出身。

## 来歴
東京の下町に生まれる。手塚治虫は「芝白金町生まれ」と記している。
旧制郁文館中学校を卒業。中学を出た後は日本映画社で動画スタッフとなり、「線画」（アニメーション）を担当。後述する『漫画少年』の追悼特集号掲載の座談会において、木村一郎は「中学卒業後は現在の職業安定所で会報を作る仕事に就いた」「戦争中は日映でニュース映画の地図に付けるイラスト（占領地の日章旗や爆撃地点の矢印）を手がけ、漫画映画に入ったのは戦後」という発言をしている。手塚治虫の記述によると、川端画学校にも通い、太平洋戦争中も軍からの召集がなかったという。
日本の敗戦後、東宝資本下で創設された日本動画に入社。木下としお、大工原章、大工原の夫人、福井の妻らと線画スタッフとなる。
1949年（昭和24年）、日本漫画映画社で瀬尾光世のもと、33分の長編動画映画『王様のしっぽ』の制作に関わる。製作費600万円（当時）を投入した大作だったが、配給元の東宝・渡辺銕蔵社長から「内容が赤がかっている」と評されて公開されず、日本漫画映画社は倒産。瀬尾は失意のうち出版界へ転身、チーフアニメーターだった福井も小幡俊治、古沢日出夫らとともに児童漫画家に転向する。
この年、急死した井上一雄の『バット君』（『漫画少年』）の終了が惜しまれ、読者からの応募原稿から作品を継続する企画が立てられた。後述の『漫画少年』追悼号の座談会で古沢日出夫は、島田啓三の紹介で加藤謙一（当時『漫画少年』編集長）の元に『バット君」の描き直し原稿を持ち込んだと述べている。その結果、代役として同じ『漫画少年』誌で『ドンマイくん』を連載開始、漫画家デビューを果たす。
1951年（昭和26年）、『冒険王』（秋田書店）の鈴木ひろし副編集長から「佐藤紅緑の少年小説の立身出世物語をそのまま漫画にしたような、たとえば黒澤明の『姿三四郎』の漫画版を描いてほしい」との依頼を受けた。
福井は鈴木および担当編集者の平田昌兵とも協力して新作を具体化し、1952年（昭和27年）『冒険王』1月号から柔道漫画の『イガグリくん』の連載を開始する。『イガグリくん』は爆発的な人気を博し、『冒険王』の発行部数は30万部以上に急増、返品率は5%という伸長をもたらした。
1953年（昭和28年）、『イガグリくん』の大人気を見て、各漫画誌は次々と追随、柔道漫画のブームが巻き起こった。しかしこの時期、手塚治虫の福井に対する対抗心が激化し、翌年「イガグリくん事件」が勃発した（詳細は後述）。
激化する月刊漫画誌の売上競争の中、秋田書店が単行本型の「別冊付録」をつけたところ大当たりとなる。別冊競争が始まり、29誌あわせて別冊付録が毎月50点から80点に及ぶに到り、別冊をこなせる漫画家の獲得戦が始まった。このなか福井も各社から別冊注文が殺到し、寝る暇もない超多忙な制作状況となった。
1954年（昭和29年）、『銀の鈴』（銀の鈴社）に連載していた『よわむし鈴之助』を基に『少年画報』（少年画報社）に『赤胴鈴之助』の連載を開始した。
しかし同年6月26日、福井は前夜カンヅメ仕事を終えた後、編集者と朝まで飲み明かし一度帰宅してから再びカンヅメ仕事に突入。だがこの時激しい頭痛に見舞われ、医者を呼ぶこととなった。診断の結果「過労と朝までの酒のせいでしょう」と告げられ、医師が帰ったその直後に容体が急変し死去した。死因は過労による狭心症だったという。享年34（満33歳没）。絶大な人気で日本漫画史に足跡を残したが、職業漫画家としての実働期間は僅か5年間で閉じた。
福井の急死により『赤胴鈴之助』は第1回目を描いたところで絶筆となったが、少年画報社編集部の判断で、新人漫画家の武内つなよしによって連載が引き継がれた。編集部員だった福元一義によると、福元が安易な継続に強く反対した（人気が低下して短期間で打ち切りになることを危惧した）ところ、社長から「意見に建設的なところがない」「代案を出せ」と指摘され、武内に描かせる案を出したという。
福井が寄稿した雑誌の一つである『漫画少年』では同年9月号で「福井先生のための東京児童漫画会特集」が組まれ、冒頭に「福井先生傑作集」として『友情配達屋さん』 (pp.1 - 10)、それに続いて生前の福井の写真を集めた「思い出のアルバム さようなら福井先生」 (pp.11 - 14)が、また末尾近くで「座談会『福井先生をしのぶ』」（出席は高野よしてる・古沢日出夫・山根一二三・木村一郎・馬場のぼる・手塚治虫で、7月に開催。pp.136 - 141）、坂本三郎による漫画形式の回想「思い出の訪問記」 (p.143)に続き、『バット君』（おとうさんおうえんの巻、pp.144 - 147）、『ドンマイ君』（バリカンの巻、pp.148 - 150）、秋田書店提供による『イガグリくん』（晴れの大試合、pp.151 - 158）が掲載され、『イガグリくん』末尾ページの下段には「愛読者 小野寺章太郎」名での石ノ森章太郎による「故福井先生へ」という文章が寄せられた。

## 人物
父親は名人級の木工細工物師。身長175cm、体重80kgを超す巨漢で、酒豪だった。
「東京児童漫画会」（児漫長屋と通称された）会員であり、高野よしてるや山根一二三は年上の福井を「兄貴」と呼ぶ親しい間柄で、「児漫長屋の3人組」と言われた。当時の少年月刊誌（協定発売日は毎月5日で、締切が前月25日）に連載を持った漫画家にとって月末の1週間は「天国のような」期間で、この時期に3人で「充電」と称し、盛大に遊び歩いたという。
漫画評論家の夏目房之介は、1991年の著書『消えた魔球』において、手塚治虫の漫画とは異なる様式で描かれた福井の『イガグリくん』は、戦後漫画史で手塚とは別の源流となっているのではないかと指摘した。夏目は、福井の人物の表情は「単純で定型化」されており、コマ割りも「正方形に近」いもので、キャラクターの内面を描写したりコマを自在に扱った手塚に比べると単調ながら、読者には登場人物の正邪も含め「わかりやすい」作品であったと述べている。そうした福井の方法論が、梶原一騎に通じる可能性も指摘している。
手塚自身は後年、『イガグリくん』は「従来の漫画になかったジャンルを開拓した」と評価し、本格的な武道漫画である同作が「少年達が心から消し去っていたなにかに明るい火を点した」、福井が「『イガグリくん』で開いた新境地は、その後、野球ものや柔道もの、プロレスものから、学園ものに引き継がれ、さまざまなバリエーションや、ノヴェリティを生んだ」と意義を認めるとともに、福井が手塚の手法を研究してそれを取り入れていたと指摘している。
福井が過労死する少し前に一度だけ顔を合わせたうしおそうじは、その顔色の悪さに驚いたという。手塚治虫も「かれの容貌は、日増しにやつれて、ゴッホの肖像のように荒寥となった」と記している。福井の死から10日ほどたって、馬場のぼる宅で「東京児童漫画会」の集会が開かれ、太田じろう、山根一二三、高野よしてる、木村一郎、古沢日出夫、手塚治虫、馬場のぼる、うしおそうじらが集まり、黙祷をささげた。この席で太田と木村は、福井の死は過剰労働によるもので、そもそも漫画の原稿料の安さによる過剰な執筆作業に問題があるとして、各出版社に対して原稿料の値上げ要求を提案した。当時の「別冊付録」は、本誌連載原稿のページ数を超えることもあったほどだった。「東京児童漫画会」では、福井の死を招いた「別冊付録」の原稿料を一律12万円とするように出版各社と交渉を行った結果これを承諾させた。結果的に福井の死は、漫画家たちの過酷な労働条件の改善に生かされた。
前記の『漫画少年』追悼特集号「思い出のアルバム さようなら福井先生」には、妻および子息と写った写真が掲載されており、死去時は所帯持ちであった。

## 手塚治虫との関係
手塚治虫とはライバルであり、同時に対立関係にあった。手塚は『イガグリくん』に対して「しまった、やられた!」という意識を抱き、自作で勝負を挑んだが「どうしても抜けない」結果となり、ドラマ化や単行本の好調な売れ行きに「かぶとを脱いだ」と記している。
前出の福元一義によると、福井は鉛筆で下絵を描いてから丸ペンで丁寧に仕上げる「昔気質の律儀な漫画家」である上に、徹夜ができなかった。一方の手塚は「アタリ」を入れただけで猛烈な速度でペンを入れる対照的なタイプであった。福井は一度手塚と同室で執筆した際、普段はやらない徹夜ができたことを喜んだものの、ペースを乱されたためか「もう君とは二度と一緒に仕事しない」と手塚に話したという。
福井の手塚に対するライバル心も並々ならぬものだった。うしおそうじが伝聞として記しているところによると、福井に限らず「児漫長屋」の漫画家たちは、関西出身かつ人気トップの手塚に対するやっかみを持ち、飲み会の払いを手塚に命じたりしたが、手塚はそれを受け流して払いに応じていた。手塚によると、漫画家仲間の飲み会（池袋駅西口のバラックだった）では居合わせた客も含めた喧嘩がしばしばあり、そうした喧嘩の折に酔った福井が手塚の胸をつかんで「やい、この大阪人、あんまり儲けるなよ」と絡んだ。「稼ぐばかりが能じゃねえ、子供だ、子供のことをちったァ、考えてみろ」と難詰された手塚が「じゃア、ぼくの漫画が、子供に悪いとでもいうのか?」と返すと「ああ、金のために描いているとしか思えねえ、この大阪人め!」と罵倒した。アニメ映画制作資金を漫画執筆で貯めようとしていた手塚は、この福井の発言に「多分に寂しかった」と記している。
この福井の手塚に対するライバル心は、1954年（昭和29年）に手塚が『漫画少年』2月号で『ジャングル大帝』と同時連載していた『漫画教室』の133ページの一コマをきっかけに、「イガグリくん事件」として、決定的な衝突を生むこととなった。手塚はこの回で、漫画に映画の影響による「あたらしい表現」を持ち込んだ戦後のスタイルを解説し、そうしたスタイルが自身や福井、馬場のぼる、うしおそうじ、高野よしてるらによって「ますますドギツくなっていった」とした次に、クローズアップを用いた例に『イガグリくん』を引用して、他のオリジナルなコマ（技法の例として手塚が描いたもの）とともに「手をぬいてはやくしあげるために、かんがえたズルい方法がおおい」という理由で、そのまま模倣することは「考えた方がいい」と説明した。これを見た福井は「手塚はこのイガグリを悪書漫画の代表としてこきおろして、天下にさらした」と激怒した。福井は手塚がいた少年画報社を訪れて抗議の意を示し、その後場所を移した居酒屋（馬場のぼるが同席）で「どこに無駄な絵があるのか」と手塚に詰問、「無関係な架空の漫画」という手塚の弁解を許さず、手塚は福井に頭を下げた。「福井氏の筆勢を羨んでいた」手塚は自己嫌悪に陥ったという。
手塚は翌月の『漫画教室』に、漫画の先生が福井と馬場らしきシルエットの人物にやり込められている様子を描き謝罪の意を表した。福井が過労で急逝した際に、手塚は死去の報を受けて競争相手がいなくなったことに「ああ、ホッとした」という感情を覚え、そのことでも自己嫌悪に陥ったと記している。
福井の死の直後、手塚はアシスタントを頼んでいた当時高校生の石ノ森章太郎にハガキを出している。内容は以下の通り。
| 福井英一氏が亡くなられた。今、葬儀の帰途だ。狭心症だった。徹夜をしたんだ。終わって飲みに出て倒れた。出版社が殺したようなものだ。悲しい、どうにもやりきれない気持ちだ。おちついたら、また、のちほどくわしく知らせるから… |

その手紙を受け取った石ノ森は手塚の悲しみが行間からにじみ出てるようだったと語っている。
その後手塚は漫画「世界を滅ぼす男」で空に浮かぶ雲を福井の形にして自身の追悼の気持ちを漫画の中であらわした。その雲は穏やかな生前の福井の顔の形をしており頭の上部には天使の輪の形をした雲も付いていた。
手塚の漫画「38度線上の怪物」には福井が、福井の漫画「イガグリくん」には手塚が登場するなど、微笑ましい付き合いもあった。うしおそうじが著書で二人の「対立」をクローズアップしたのに対して、福元一義は他の漫画家が手塚から距離を置く中で福井は唯一積極的につきあっていたと記し、馬場のぼると手塚と福井の三人で旅館にカンヅメになった際には映画「第三の男」のオーソン・ウェルズの形態模写を交代でするなど朝まで映画の話で盛り上がったエピソードも紹介している。
手塚は、自作の『弁慶』に対して福井が「やりやがったな、うめえ」と一度だけほめたことがあると記し、通夜の席で山根一二三から手塚の作品をすべて福井が揃えていたと聞かされたという。

## 作品
- 作品
  - かわり絵漫画ブック (1950)
  - がんばりガンちゃん (1951)
  - 痛快二人三脚 (1951)
  - どんどこドン助 (1952)
  - イガグリくん (1953)
  - さるじぞう (1953)
  - 頓休とんち旅日記 (1953)
  - 頓休さん (1954)
  - 足軽ガル平 (1954)
  - 豆らいでん (1954)
  - 怪力雷電 : 名力士痛快漫画 (1954)
  - 少年三国志 (1954)
  - 頑張り豆助さん (1955)
  - 少年馬車の逆襲 (1955)
- 復刊されたもの
  - イガグリくん （ISBN 4872700449 のほか、冒険漫画文庫（秋田書店）第3集の半ばまでが『少年漫画劇場』第9巻にも収録[注 10]）
  - 進め三太馬車 (昭和漫画大全 第三集)
  - よわむし鈴之助 (大懐漫王 創刊号)
  - はんぺんくんのりだす (大懐漫王 第2号)

なお、（日本国の）著作権法に基づいて単純に計算するなら、2005年以降、福井の著作権の一切は消滅している。